# Клитур
Клитур (фр. Clitourps) насеље је и општина у северној Француској у региону Доња Нормандија, у департману Манш која припада префектури Шербур-Октевил.
По подацима из 2011. године у општини је живело 209 становника, а густина насељености је износила 33,17 становника/km². Општина се простире на површини од 6,3 km². Налази се на средњој надморској висини од 95 метара.

## Демографија
| 1962. | 1968. | 1975. | 1982. | 1990. | 1999. | 2011. |
| ----- | ----- | ----- | ----- | ----- | ----- | ----- |
| 167   | 175   | 135   | 145   | 140   | 138   | 209   |

График промене броја становника у току последњих година